# Peter Riegert

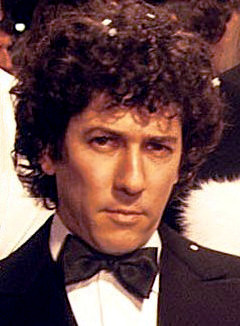
Peter Riegert (1979)

Peter Riegert (* 11. April 1947 in New York City) ist ein US-amerikanischer Schauspieler, Drehbuchautor und Regisseur.

## Karriere
Riegert wuchs in einer nicht-religiösen jüdischen Familie in New York auf. Nach seinem Hochschulabschluss an der University at Buffalo arbeitete er kurz hintereinander in mehreren Jobs, darunter als Feuerwehrmann, Sozialarbeiter und zuletzt als Lehrer. Im Jahr 1971 begann er mit der Schauspielerei.

### Filmarbeit

#### Als Schauspieler
Riegert ist seit Mitte der 1970er-Jahre als Film- und Fernsehschauspieler tätig. Seine erste größere Filmrolle hatte er 1978 in der Studentenkomödie Ich glaub’, mich tritt ein Pferd von John Landis, die vor allem in den Vereinigten Staaten bis heute eine Fangemeinde hat. Weiteren Erfolg hatte er mit seiner Hauptrolle in der preisgekrönten britischen Komödie Local Hero von Bill Forsyth, in dem seine Figur eines amerikanischen Geschäftsmannes in einem kleinen schottischen Küstendorf lebensverändernde Erfahrungen macht. Es folgten einige weitere Film-Hauptrollen, etwa als Partner von Amy Irving in der romantischen Komödie Sarah und Sam von 1988. Im Jahr 1994 war er in der Komödie Die Maske in der Rolle des Polizisten Mitch Kellaway an der Seite von Jim Carrey zu sehen.
Darüber hinaus ist Reigert für sein Mitwirken in diversen Fernsehproduktionen bekannt. Für seine Darstellung in dem satirischen Fernsehfilm Der Konzern aus dem Jahr 1993 erhielt er eine Nominierung für den Emmy. Anfang der 2000er-Jahre spielte Riegert in den Staffeln 3 und 4 der Gangsterserie Die Sopranos den korrupten Politiker und späteren Senator Ronald Zellman. 2007 hatte er eine wiederkehrende Rolle als George Moore in der ersten Staffel der Serie Damages – Im Netz der Macht. In den 2010er-Jahren übernahm er wiederkehrende Nebenrollen in den Serien Dads und Unbreakable Kimmy Schmidt.

#### Als Filmemacher
Im Jahr 2000 gab Riegert sein Regiedebüt mit dem Kurzfilm By Courier, basierend auf einer Kurzgeschichte von O. Henry. Für diesen Film wurden er und die Produzentin Ericka Frederick auf der Oscarverleihung 2001 für einen Oscar in der Kategorie Bester Kurzfilm nominiert. Riegert zweites und bislang letztes verwirklichtes Projekt als Filmemacher war die 2004 erschienene Independentfilm-Komödie King of the Corner. Bei diesem Film war er Regisseur, Drehbuchautor sowie Hauptdarsteller eines in die Midlife-Crisis gefallenen Mannes.

### Weitere Tätigkeiten
Riegert erlebte sein Broadway-Debüt ab 1975 im Musical Dance with Me, wobei er hierbei noch die Zweitbesetzung für Greg Antonacci war. Spätere Broadway-Produktionen mit ihm, dieses Mal als Teil der Erstbesetzung, waren Censored Scenes From King Kong (1980), The Nerd (1987–1988), An American Daughter (1997) und The Old Neighborhood (2000).
Off-Broadway wirkte er unter anderem an Produktionen von Road to Nirvana, The Birthday Party, Isn't It Romantic, Sexual Perversity in Chicago und A Rosen by Any Other Name mit.
Darüber hinaus betätigt Riegert sich als Sprecher von Dokumentarfilmen (u. a. The First Basket, 2008) und Hörbüchern (u. a. Die Vereinigung jiddischer Polizisten, 2007).

## Filmografie (Auswahl)
- 1976: Isabella and the Magic Brush (Kurzfilm)
- 1977: M*A*S*H (Fernsehserie, 2 Folgen)
- 1978: Ich glaub’, mich tritt ein Pferd (National Lampoon’s Animal House)
- 1979: 1998 – Die Vier Milliarden Dollar Show (Americathon)
- 1979: Hals über Kopf (Chilly Scenes of Winter)
- 1982: National Lampoon’s Movie Madness
- 1983: Local Hero
- 1983: Abschied von Tadjira (Le Grand Carnaval)
- 1984: Die Karrierefrau (City Girl)
- 1984: Straße der Freiheit (Ellis Island, Miniserie)
- 1986: Schlagzeile – Rufmord (News at Eleven, Fernsehfilm)
- 1987: A Man in Love (Un homme amoureux)
- 1987: Erinnern ist tödlich (The Stranger)
- 1988: Sarah und Sam (Crossing Delancey)
- 1990: Mord mit System (A Shock to the System)
- 1990: Ausstieg ins Paradies (Oltre l’oceano)
- 1991: Object of Beauty (The Object of Beauty)
- 1991: Oscar – Vom Regen in die Traufe (Oscar)
- 1991: Anthony III (The Runestone)
- 1992: Utz
- 1992: Ein Verrückter Leichenschmaus (Passed Away)
- 1992: Männer in den besten Jahren (Middle Ages, Fernsehserie, 5 Folgen)
- 1993: Der Konzern (Barbarians at the Gate, Fernsehfilm)
- 1994: Die Maske (The Mask)
- 1995: Cold Blooded
- 1995: Der Infiltrator (The Infiltrator, Fernsehfilm)
- 1995: Mr. Traffic (Pie in the Sky)
- 1995: Verführerische Rache (An Element of Truth, Fernsehfilm)
- 1996: Law & Order (Fernsehserie, Folge 6x17)
- 1997: Die verdeckte Karte (Face Down, Fernsehfilm)
- 1998: Jerry & Tom – Killer unter sich (Jerry and Tom)
- 1998: Seinfeld (Fernsehserie)
- 1998: Baby Blues (The Baby Dance, Fernsehfilm)
- 1998: Hi-Life in Manhattan (Hi-Life)
- 2000: Tiefe der Sehnsucht (Passion of Mind)
- 2000: Traffic – Macht des Kartells (Traffic)
- 2001: Clubland – Stars and Secrets (Club Land, Fernsehfilm)
- 2001: Wettfieber (Bleacher Bums, Fernsehfilm)
- 2001–2002: Die Sopranos (The Sopranos, Fernsehserie, 6 Folgen)
- 2003: Family Guy (Fernsehserie, Folge 3x22, Stimme von Max)
- 2004–2007: Law & Order: Special Victims Unit (Fernsehserie, 7 Folgen)
- 2007: Damages – Im Netz der Macht (Damages, Fernsehserie, 9 Folgen)
- 2009: Leverage (Fernsehserie, Folge 2x09)
- 2009–2012: Good Wife (The Good Wife, Fernsehserie, 5 Folgen)
- 2010–2011: One Tree Hill (Fernsehserie, 6 Folgen)
- 2011: Wir kaufen einen Zoo (We Bought a Zoo)
- 2011: One Tree Hill
- 2013: Ein Tag in Middleton (At Middleton)
- 2013–2014: Dads (Fernsehserie, 19 Folgen)
- 2015: Show Me a Hero (Miniserie)
- 2015: Sex&Drugs&Rock&Roll (Fernsehserie, Folge 1x07)
- 2016: Amerikanisches Idyll (American Pastoral)
- 2017–2019: Unbreakable Kimmy Schmidt (Fernsehserie, 9 Folgen)
- 2018: Disjointed (Fernsehserie, 5 Folgen)
- 2021: Succession (Fernsehserie, 2 Folgen)
- 2022: Bull (Fernsehserie, Folge 6x20)
- 2023: Shelter – Der schwarze Schmetterling (Harlan Coben’s Shelter, Miniserie)

## Auszeichnungen
- Riegert war im Jahr 2001 zusammen mit Ericka Frederick als Produzent in der Sparte „Bester Kurzfilm“ für und mit dem Film By Courier für einen Oscar nominiert.[5]
- Nominierung: Primetime Emmy Awards im Jahr 1993 für Barbarians at the Gate
- Marco Island Film Festival im Jahr 2004 bestes Debüt für King of the Corner
- Screen Actors Guild Awards im Jahr 2001 in der Kategorie „Bestes Schauspielerensemble“ für Traffic